# Metulella
Metulella là một chi ốc biển, là động vật thân mềm chân bụng sống ở biển trong họ Columbellidae.

## Các loài
Các loài trong chi Metulella gồm có:
- Metulella columbellata (Dall, 1889)[2]